# Pieve Cesato
Pieve Cesato è una frazione del comune di Faenza, in provincia di Ravenna. Il centro abitato ha una popolazione di 256 persone, mentre nel territorio della frazione vivono 1 005 abitanti.

## Geografia fisica
La frazione è situata in pianura, a nord della città di Faenza, ed è lambita ad est dal fiume Lamone, mentre a settentrione dal canale Emiliano-Romagnolo. A sud la frazione è delimitata dal tracciato dell'autostrada A14, mentre ad ovest dalla ferrovia Faenza-Ravenna.
Pieve Cesato dista circa 9 km dal capoluogo comunale e circa 30 km da Ravenna.

## Storia

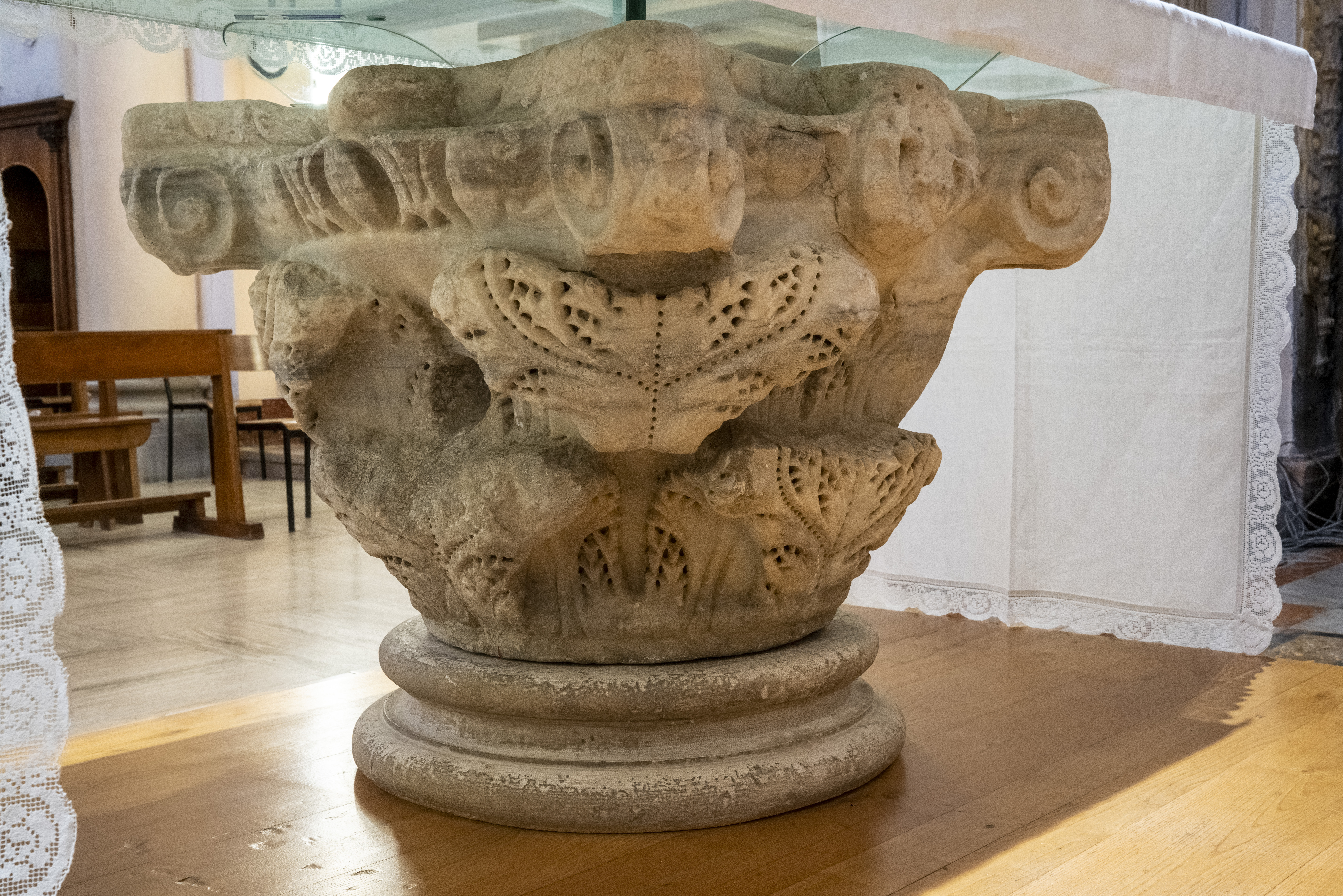
Capitello teodoriciano del VI secolo posizionato nella Pieve di Cesato

Le sue origini e nome risalgono alla pieve di Cesato insediatasi sul territorio fra il 755 d.C.  ed il 889 d.C.

## Monumenti e luoghi d'interesse

### Architetture religiose
- La Pieve di San Giovanni Battista, è il più antico luogo di culto documentato di Faenza, citato in quanto "Plebe S. Joannis qui vocatur in Axigata" (Pieve di San Giovanni in Aczigata)[5] in un documento del 775[6] o, più verosimilmente, del 889[4][7].  Sorge lungo la via Faentina, poco lontano dal fiume Lamone[8]. La pieve era un centro religioso nel quale veniva amministrato il sacramento del battesimo; l'antica fonte battesimale è ancora presente di fronte all'altare: si tratta di un capitello corinzio in stile bizantino del VI secolo adattato a battistero[4]. La chiesa romanica di Cesato aveva una struttura a tre navate, influenzata dalle basiliche paleocristiane della zona di Ravenna. Questa struttura si è oggi persa, a causa di pesanti interventi durante il XVII secolo[9] che hanno abbattuto l'abside e la navata nord, mentre la navata sud è stata trasformata in abitazione per i presbiteri.

### Architetture civili
- Casa Cimatti (XIX secolo)[10]
- Villa Bove d'oro (fine XVIII secolo)[10]
- Villa Martini (XIX secolo)[10]
- Villa dei conti Zucchini (XVIII secolo), con roccolo[11]., distrutta durante la Seconda Guerra Mondiale

### Architetture militari
- La Castellina, antico castello medievale di proprietà Manfredi, noto per il delitto consumato da frate Alberigo il 2 maggio 1285[12], ricordato anche da Dante nel XXXIII canto dell'Inferno[13][14].

## Cultura
Pieve Cesato è sede del "Circolo Campagnolo", associazione culturale storica del luogo, fondata nel 1901, che organizza ogni anni eventi presso la frazione, tra cui la Sagra della Campagna, che nel maggio 2018 ha raggiunto la sua sessantesima edizione, con la corsa dei somari.
Ogni anno a Natale viene allestito un particolare presepe a dimensione naturale con oltre trenta statue, ciascuna realizzata in materiali naturali come sabbia, segatura e cera d’api, curato in particolar modo dall'artista locale Tomasino Peroni (1945-2021).